# تورگوت رئیس
تورگوت رئیس دریاسالار و حکمران الجزایر و دریای مدیترانه در امپراتوری عثمانی بود. او در محاصره بزرگ مالت فرمانده ارتش عثمانی و در همین نبرد مرد.